# Torn in Two
«Torn in Two» es una canción de la banda estadounidense de metal alternativo Breaking Benjamin. Fue lanzado el 29 de mayo de 2018 como el segundo sencillo de su sexto álbum de estudio Ember, editado en abril de 2018. La canción encabezó la lista de Billboard Mainstream Rock Songs en septiembre de 2018, superando al primer sencillo del álbum, "Red Cold River", que alcanzó el puesto número dos en la lista.

## Antecedentes
La canción fue lanzada como el segundo sencillo del sexto álbum de estudio de la banda Ember en abril de 2018. El video musical de la canción continúa la historia retratada en el video de "Red Cold River", el video anterior de la banda, y es la segunda parte de una trilogía de videos planificados. Mientras que el video de "Red Cold River" narra la historia de un padre que descubre que su hija ha muerto y encuentra al hombre que la mató, el video de "Torn in Two" narra las terribles emociones que siente el padre al lidiar con su hija perdida y lo que hace después. Los efectos visuales y las imágenes también aparecen en la pantalla, haciendo alusiones al Infierno de Dante y videos musicales anteriores de Breaking Benjamin, a saber, "Polyamorous", "So Cold", "The Diary of Jane" y "Never Again". Los temas de la canción y el video estaban destinados a tener un mensaje contra el abuso infantil y se lanzaron en abril para crear conciencia sobre el hecho de que abril es el Mes Nacional de Prevención del Abuso Infantil. En septiembre de 2018, la canción encabezó la lista de Billboard Mainstream Rock Songs, la sexta canción en lograrlo. Tras el lanzamiento de Ember, la canción fue la segunda canción con mayor puntuación (después de "Red Cold River") de las nueve canciones que figuraron en la lista Billboard Hot Rock Songs.
La canción también se lanzó como contenido descargable (DLC) para el videojuego de interpretación musical Rock Band.

## Recepción
La canción fue elogiada por la publicación musical Loudwire por ser "muy representativa del tono más oscuro y pesado que la banda retrata en su disco Ember... acentuado con el equilibrio perfecto entre el desnudo del alma, la agresión primaria y los momentos melódicos hipnóticos".

## Posicionamiento en lista
| Lista (2018)                   | Posición |
| ------------------------------ | -------- |
| US Mainstream Rock (Billboard) | 1        |
| US Rock Airplay (Billboard)    | 17       |
| US Hot Rock Songs (Billboard)  | 25       |